# 邱鸣
邱鸣，中国大陆日语学者，博士，博士生导师。原北京第二外国语学院副校长。北京对外文化传播研究基地负责人。

## 主要业绩
- 《日语口译实务·3级》
- 《日语翻译教学理论与实践模式研究》
- 《中日同声传译背景知识储备训练自然.文化篇》

等